# راي سترونج
راي سترونج (بالإنجليزية: Ray Strong)‏ هو رسام أمريكي، ولد في 3 يناير 1905 في كورفاليس في الولايات المتحدة، وتوفي في 3 يوليو 2006 في Three Rivers, California ‏ في الولايات المتحدة.